# Chasmogaster
Chasmogaster is een kevergeslacht uit de familie van de boktorren (Cerambycidae). De wetenschappelijke naam van het geslacht werd voor het eerst geldig gepubliceerd in 1969 door Quentin & Villiers.

## Soorten
Chasmogaster omvat de volgende soorten:
- Chasmogaster camerunensis Quentin & Villiers, 1969
- Chasmogaster gabonensis (Burgeon, 1947)